# درايفر (سلسلة)
درايفر (بالإنجليزية: Driver)‏ هي سلسلة ألعاب من نوع أكشن، قيادة، تصويب منظور الشخص الثالث صدر الجزء الأول منها درايفر في عام 1999 و كان من تطوير ريفلكشنز إنتراكتيف ونشر شركة جي تي إنتراكتيف.

## الأجزاء
| العنوان               | المنصة            | المنصة               | المنصة         | المنصة                  | السنة |
| --------------------- | ----------------- | -------------------- | -------------- | ----------------------- | ----- |
| العنوان               | سوني              | ميكروسوفت            | نينتندو        | أبل                     | السنة |
| درايفر                | بلاي ستيشن        | ويندوز               | جيم بوي كولر   | ماكنتوش، آي أو إس (أبل) | 1999  |
| درايفر 2              | بلاي ستيشن        | لايوجد               | جيم بوي أدفانس | لايوجد                  | 2000  |
| درايفر 3              | بلاي ستيشن 2      | إكس بوكس, ويندوز     | جيم بوي أدفانس | لايوجد                  | 2004  |
| درايفر: باراليل لاينز | بلاي ستيشن 2      | إكس بوكس, ويندوز     | وي             | لايوجد                  | 2006  |
| درايفر 76             | بلاي ستيشن بورتبل | لايوجد               | لايوجد         | لايوجد                  | 2007  |
| درايفر: سان فرانسيسكو | بلاي ستيشن 3      | إكس بوكس 360, ويندوز | وي             | ماك أو إس إكس           | 2011  |
| درايفر: رينجايد       | لايوجد            | لايوجد               | نينتندو 3دي إس | لايوجد                  | 2011  |

## أغلفة

غلاف درايفر.
غلاف درايفر 2.
غلاف درايفر 3.
غلاف درايفر: باراليل لاينز.
غلاف درايفر: سان فرانسيسكو .